# اهل فشاش
اهل فشاش یک منطقهٔ مسکونی در یمن است که در استان ابین واقع شده‌است.